# خالد صالح (مذيع)
خالد صالح مقدم نشرة جوية قطري ولد في 2 أغسطس 1964 ويعمل في قناة الجزيرة ويشغل فيها منصب رئيس وحدة النشرة الجوية.
ولد في مدينة الدوحة في الثاني من أغسطس عام 1964
التحق في قناة الجزيرة الفضائية كمذيع للنشرة الجوية في يناير 1997 وحالياً مذيع أول منتج في قناة الجزيرة .
شغل عدة مناصب إدارية أخرى :
1-	شغل منصب رئيس قسم الاعلام في المجلس الأعلى للبيئة من 2001-2004
2-	كما شغل منصب مدير مركز الإعلام والتثقيف البيئي بالمجلس الأعلى للبيئة ووزارة البيئة.
3-	شغل منصب نادي العلماء الصغار 1995 - 1999
4-	عضو مجلس إدارة وأمين صندوق بالنادي العلمي القطري 1995 – 1999
5-	عضو مجلس إدارة وأمين صندوق بجمعية بيوت الشباب القطرية –2000-2002
6-	رئيس اللجنة الإعلامية لبطولة قطر الدولية المفتوحة لألعاب القوى عام 1997.
7-	مدير لجنة الشؤون الإعلامية التابعة للجنة الإعلامية للبطولة الثامنة لكأس العالم 95م.
8-	شارك وترأس العديد من الملتقيات والمعارض والمؤتمرات الإعلامية والعلمية
والثقافية المحلية والعربية والعالمية .
محاضر ومدرب في مجال الاعلام والتنمية الادراية والذاتية
• مدربرب معتمد في معهد الجزيرة للتدريب
• قام بإعداد وتدريب العديد من مذيعات النشرة الجوية
• قدم العديد من الدروات التدربية والمحاضرات في دولة قطر والخليج العربي وحاضر ودرب للألاف من المتدربين